# Institut Nacional de Cinema i Arts Audiovisuals
L’Institut Nacional de Cinema i Arts Audiovisuals (oficialment en castellà: Instituto Nacional de Cine y Artes Audiovisuales, INCAA) és un ens públic de l'àmbit del Ministeri de Cultura de l'Argentina, tenint al seu càrrec el foment i regulació de l'activitat cinematogràfica en tot el territori de l'Argentina i en l'exterior quan es refereix a la cinematografia nacional, d'acord amb les disposicions de la Llei de Cinema, i altres normatives.
Entre les seves accions més destacades es troba el suport a la realització cinematogràfica mitjançant el lliurament de subsidis i l'organització de concursos de projectes, com per exemple Historias Breves, Ópera Prima, Raymundo Gleyzer i Desarrollo de Guiones.
El primer institut del cinema, antecessor de l'actual INCAA va ser l'Institut Nacional de Cinematografia (INC), creat el 1957 per la Llei de Cinemamodificada posteriorment per la Llei 17.741. Entre els anys 1967 i 1971, en els quals va estar sota l'òrbita de la Secretaria de Difusió i Turisme, es va denominar Direcció Nacional de Cinematografia. Entre els anys 1967 i 1971, en els quals va estar sota l'òrbita de la Secretaria de Difusió i Turisme, es va denominar Direcció Nacional de Cinematografia.

## Història
El 1942 l'Argentina comença a ser castigada pels Estats Units a causa de la seva posició neutral en la Segona Guerra Mundial amb la suspensió de la importació de pel·lícula verge. Cap a 1944, a causa de la falta de matèria primera, la indústria nacional cinematogràfica estava en greu crisi, a partir d'això aquesta indústria i els cinemes nacionals reclamaren una llei que fomentés el cinema nacional i l'establiment d'un institut especialitzat.
En 1947 se sanciona la Llei 12.299, de foment a la cinematografia, on es preveuen augments al finançament a partir de crèdits barats als estudis o productores promoguts pel Banc Industrial. D'altra banda, se sanciona que tots els cinemes han d'exhibir una pel·lícula argentina al mes, les polítiques oficials van ser la protecció de la indústria cinematogràfica. Dues institucions es van encarregar anualment de premiar a les pel·lícules realitzades l'any anterior: una va ser l'Asociación de Cronistas Cinematográficos de la Argentina (ACC) i l’altra, l’Academia Argentina de Artes y Ciencias Cinematográficas (AAyC). Com a resultat, en 1950, es van produir 58 pel·lícules, fet que va ser un rècord històric. Juntament es creen instituts provincials de Cinema; si bé no es van unificar en un sol Institut Nacional de Cinema, van crear un important precedent. La producció va ser de baixa qualitat tècnica; persones amb connexions polítiques obtenien crèdits del Banc Industrial i procuraven una explotació ràpida del producte sense interessar-se en la devolució dels crèdits. El govern va cometre l'error de suposar que amb un decret de protecció industrial i majors crèdits atorgats en forma indiscriminada s'anava a fomentar el naixement de nous talents. El Secretari de Premsa Raúl Apold va dir en una reunió que la majoria dels empresaris de la indústria del cinema eren "aventurers" que feien més pel·lícules però de menor qualitat, incapaces de competir a l'exterior.D'altra banda, des de 1947 les pel·lícules soviètiques van estar prohibides per disposició d’Apold fins que en 1951 Argentino Vainikoff i el secretari polític de la Presidència, Martín Carlos Martínez, van convèncer a Perón d'aixecar la prohibició, malgrat les reticències d’Apold.
Amb la Revolució Alliberadora del 1955, es tallen els crèdits i el cinema enfronta una nova crisi, se suspèn per complet la producció, se suspenen els crèdits i es deixa caure el sistema de foment a la indústria cinematogràfica local. Com a conseqüència, a fins de 1956 no s'estava rodant cap pel·lícula al país; fins al primer semestre de 1957 no hi hauria cap estrena argentina. En 1957 acaba amb 15 estrenes nacionals contra 697 estrangers. També són intervinguts tots els instituts provincials de cinema i després desmantellats.
El 1968 la Revolució Argentina crea l’Instituto Nacional de Cinematografía (INC), que a diferència de les experiències anteriors aquest institut serà nacional. És modificada posteriorment per la Llei 17.741. Entre els anys 1967 i 1971, en els quals va estar sota l'òrbita de la Secretaria de Difusió i Turisme, es va denominar Direcció Nacional de Cinematografia.
El 2015 l’INCAA (Instituto Nacional de Cine y Artes Audiovisuales) posseïa 55 sales en tot el país, amb més de 18.000 butaques, 90 festivals, cinemes mòbils i concursos.
En 2017, va començar una política de retallades pressupostàries per a l'Instituto Nacional de Cine y Artes Audiovisuales del país, la conseqüència del qual va ser el tancament de molts dels seus festivals de cinema, entre ells el de les Tres Fronteras (organitzat per la governació de Misiones en les seves dues edicions de 2014 i 2016), Ventana Andina (organitzat per la Secretaria de Cultura de Jujuy en 2014 i 2016) i festival de cinema de la UNASUR (organitzat per la governació de San Juan des de 2012 fins a 2015). Paral·lelament el nou director del INCAA va admetre davant el Senat la subexecució pressupostària.

## Administració
L'INCAA està governat i administrat per:
- Un/a President i un/a Vicepresident: el/la president presideix el INCAA, el/la vicepresident ho/la reemplaça en cas d'absència o delegació expressa d'aquest. Tots dos funcionaris són designats pel Poder Executiu Nacional (PEN).
- La Assemblea Federal: està presidida pel President del INCAA i integrada per els/les senyors/as Secretaris/as o Sotssecretaris/as de Cultura dels poders executius provincials i els/les del Govern de la Ciutat Autònoma de Buenos Aires. Es reuneix almenys una vegada a l'any en una seu que es fixa anualment. Les resolucions de l'Assemblea es prenen amb el vot de la majoria dels seus membres.
- El Consell Assessor: està integrat per onze membres designats pel PEN, dels quals cinc són proposats per l'Assemblea Federal, nomenant personalitats rellevants de la cultura, un per cada regió cultural, i els restants sis són proposats per les entitats que, amb personería jurídica o gremial, inscriptas en el registre Públic del INCAA, representen als sectors del quefer cinematogràfic enumerats a continuació, les que proposen personalitats rellevants del seu respectiu sector de la indústria. Les entitats proposen: dos directors cinematogràfics; dos productors de cinema, un dels quals ha de ser productor de sèries, minisèries, telefilmes o pel·lícules destinades a l'exhibició televisiva o per mitjà de cintes de vídeo; un tècnic de la indústria cinematogràfica; un actor amb antecedents cinematogràfics. El mandat dels assessors designats a proposta de l'Assemblea Federal i les entitats és d'un any, si bé poden ser reelegits per única vegada per un període igual, podent exercir-se novament en el Consell Assessor quan hagués transcorregut un període similar al que van exercir inicialment.

## Sistema de qualificació

### Cinema i Televisió
| Identificador | Identificador | Edat adequada   | Recomanació                         | Definició | Exemples | Ref    |
| ------------- | ------------- | --------------- | ----------------------------------- | --- | --- | ------ |
|               | ATP           | Totes les edats | Apte per a tot el públic            | Totes les edats poden veure. No hi ha nuesa ni sang i/o alcohol. El llenguatge és cortès sense l'ús d'insults o amb ofenses molt suaus que poden semblar gracioses. | Cars 2, Spider-Man: Lejos de casa, Un Gran Dinosaurio, Lego Batman: La Película, Los Simpson: la película, Metegol, Contra lo imposible, Toy Story 4 | [ 17 ] |
|               | +13           | 13 anys o més   | Només apta per a majors de 13 anys. | Nuesa parcial, sang lleu, morts poc violentes, llenguatge regularitzat i imatges intenses solen aparèixer en les pel·lícules d'aquesta qualificació. Poden ingressar menors si van acompanyats per un familiar o tutor.                                                                            | La fiesta de las salchichas, 10 000 a. C, 2012, Spider-Man: De regreso a casa, Piratas del Caribe: El Cofre de la Muerte, Fast Five, Batman vs Superman: El Origen de la Justicia, Rapidos y furiosos, Parásitos, Star Wars: Episodio IX - El ascenso de Skywalker, Guerra mundial Z, Terremoto: La Falla de San Andrés | [ 17 ] |
|               | +16           | 16 anys o més   | Només apta per a majors de 16 anys. | Nuesa forta i explícita —però no pornogràfica—, escenes fortes, alcohol i drogues, insults, imatges molt intenses, morts molt violentes i sang en molta quantitat —gore. Es recomana discreció per als menors de 16 anys.                                                                          | la isla, La naranja mecánica, Ted, Había una vez en Hollywood, Dangerous Ground, 127 horas | [ 17 ] |
|               | +18           | 18 anys o més   | Només apta per a majors de 18 anys. | Els menors d'edat no estan destinats a veure la pel·lícula. Nuesa forta —pornografia—, violència extrema, morts extremadament violentes, llenguatge ofensiu, vessament de sang —gore extrem—, imatges intenses freqüents, escenes intensament fortes, insults intensos i alcohol, drogues i tabac. | | [ 17 ] |

## Funcions
Una de les funcions fonamentals de l’INCAA és l'administració del Fons de Foment Cinematogràfic, que la seva principal i més coneguda funció és el foment de la cinematografia argentina mitjançant l'atorgament de subsidis. Per a això compta amb un sistema d'avaluació de projectes en dues etapes:
1. La primera etapa (és eliminatòria) prèvia realització de la pel·lícula i;
2. La segona etapa una vegada acabada la mateixa, per a confirmar que el producte final sigui conforme al proposat inicialment.

Solament després de complir satisfactòriament totes dues etapes, la pel·lícula es fa creditora del subsidi.
Una altra important funció de l’INCAA és classificar per edats les pel·lícules argentines.

## Eines
El principal pressupost propi prové del Fons de Foment Cinematogràfic es compon pel 10% de cada entrada de cinema,
el 10% del preu de venda de cada videograma gravat, el 25% de la suma total del
percebut per l’AFSCA segons la llei 22.285, llegats/donacions, rendes/interessis, devolució de crèdits, els diners sense
utilitzar (que sobra) d'anys anteriors i qualsevol altre ingrés no previst. El BCRA diposita aquestes quantitats diària i automàticament, sense intervenció de cap altra entitat.

## Ficcions per tothom
El 2011 l'INCAA en conjunt amb el Consell Assessor del SATVD-T del MINPLAN realitza un concurs anomenat "Sèries de Ficció en Alta Definició (full HD)" que promou la realització de programes per a ser emesos en els canals d'aire.
| Canal              | Unitari                     | Primera emissió        | Última emissió         | Ref.   |
| ------------------ | --------------------------- | ---------------------- | ---------------------- | ------ |
| América Televisión | El pacto                    | 3 de novembre de 2011  | 26 de gener de 2012    | [ 21 ] |
| América Televisión | Historias de la pr1mera vez | 27 de setembre de 2011 | 20 de desembre de 2011 | [ 22 ] |
| América Televisión | Maltratadas                 | 26 de setembre de 2011 | 19 de desembre de 2011 | [ 23 ] |
| América Televisión | Víndica                     | 29 de setembre de 2011 | 23 de desembre de 2011 | [ 24 ] |
| Canal 9            | Decisiones de vida          | 3 d'octubre de 2011    | 26 de desembre de 2011 | [ 25 ] |
| Canal 9            | Los Sónicos                 | 9 d'octubre de 2011    | 22 de gener de 2012    | [ 26 ] |
| Canal 9            | Proyecto Aluvión            | ?                      | ?                      |        |
| Canal 9            | Televisión x la inclusión   | 12 d'octubre de 2011   | 14 de gener de 2012    | [ 27 ] |
| Canal 7            | El paraíso                  | 19 de desembre de 2011 | 13 de març de 2012     | [ 28 ] |

En 2012, es van estrenar més ficcions: 
| Canal   | Unitari              | Primera emissió     | Última emissió       | Ref.   |
| ------- | -------------------- | ------------------- | -------------------- | ------ |
| Canal 7 | Perfidia             | 6 de febrer de 2012 | 20 de febrer de 2012 | [ 29 ] |
| Canal 7 | La defensora         | 6 de març de 2012   | 27 de març de 2012   | [ 30 ] |
| Canal 7 | Volver a nacer       | 3 d'abril de 2012   | 24 d'abril de 2012   | [ 31 ] |
| Canal 7 | Los Pibes del Puente | 02 de maig de 2012  | 11 de maig de 2012   | [ 32 ] |
| Telefe  | El donante           | 22 de maig de 2012  | 2012                 | [ 33 ] |

## Espacios INCAA
“Espacios INCAA” és un programa que va ser creat al març de 2004 amb el propòsit de garantir l'exhibició de les produccions cinematogràfiques argentines, incloses les d'estrena comercial, pas digital o menors i curtmetratges. Per a això, va anar de vital importància comptar amb pantalles dedicades amb exclusivitat al cinema argentí en un moment històric en el qual les sales de cinema tancaven les seves portes de manera massiva, aquest programa busca recuperar la tradició cinematogràfica que van tenir els argentins, la de viure el cinema com a fet cultural i social, com a art i entreteniment.

### Objectius
- Garantir l'exhibició de les produccions cinematogràfica argentines, incloses les d'estrena comercial, pas digital o menors i curtmetratges en tot el territori nacional.
- Recuperar el cinema com una emprenedoria comercial i cultural.
- Formar espectadors crítics.
- Socialitzar l'accés al cinema.
- Recuperar el cinema com un espai social d'esplai, formació d'identitat nacional, respecte per la diversitat i promoció cultural.
- Facilitar la trobada del realitzador audiovisual i el públic.

Per a això, conjuntament amb organismes municipals, provincials i del tercer sector s'inauguren o reobren sales cinematogràfiques que estan en condicions de funcionar, brindant assessorament tècnic i segons el cas, equipament d'imatge o so. La continuïtat es brinda amb la programació mensual de les pel·lícules, la planificació d'activitats especials i la difusió en la premsa.